# Divieto di sosta (programma televisivo)
Divieto di sosta è stato un programma televisivo di informazione prodotto dalla Rai, andato in onda nel 2013, dal 10 giugno al 26 luglio su Rai 2. È andato in onda nel primo pomeriggio con la conduzione di Chiara Lico.

## Descrizione
Lo slogan del programma è "vietato fermarsi e vietato non interrogarsi sui tanti temi che fanno del nostro Paese un'entità comune tra le tante differenze e le tante contiguità". Il programma si occupa quindi di attualità e informazione, con un punto di vista particolarmente mirato al turismo e ai viaggi. È prevista la presenza in studio di giornalisti, attori ed altri esponenti del mondo dell'informazione e dello spettacolo, nonché collegamenti in diretta con diverse località italiane e con gli interventi di Doriana Leonardo e Maria Sara Farci.

## Programmazione
Il programma è andato in onda dal lunedì al venerdì alle ore 14:00, con durata variabile a seconda del palinsesto su Rai 2, a partire dal 10 giugno fino al 26 luglio 2013, quando è stato soppresso a causa dei bassi ascolti, nonostante fosse già stato previsto nel palinsesto autunnale della rete.